# Treno DB ICE 2
Il treno DB ICE 2 (ICE=acronimo di InterCityExpress) è un treno per alta velocità tedesco entrato in servizio nel 1996; è la seconda generazione dei treni AV delle ferrovie tedesche.

## Storia
Il progetto del treno venne sviluppato su commissione delle Deutsche Bundesbahn nel 1992, come evoluzione e seconda generazione di treni veloci ICE. Lo scopo era anche quello di risolvere alcune problematiche emerse con la prima serie di ICE aumentandone contemporaneamente la versatilità. Il progetto divenne esecutivo e diede luogo alla costruzione di 46 treni completi da parte del pool Siemens-ADTranz (Bombardier). Dal 1998 gli ICE 2 entrarono in servizio anche sulla relazione ad alta velocità Hannover–Berlino.

## Caratteristiche
Il treno è composto di un locomotore elettrico di elevata potenza e
7 carrozze così suddivise: 2 di 1ª classe, una ristorante, 3 di 2ª classe e una semipilota di 2ª classe posta all'altra estremità del convoglio.
La motrice è dotata di un solo pantografo monobraccio posto sopra la parte posteriore, opposta alla cabina di guida. In caso di necessità il convoglio può essere accoppiato, in configurazione Push-Pull, con un altro di ugual tipo essendo previsto a composizione modulare con motrice Classe 402 (detta powerhead), 6 carrozze passeggeri (Classe 805-807) e semipilota (Classe 808), ottenendo così un treno di capacità analoga a quella di un ICE 1. I convogli sono dotati di gancio di trazione tipo Scharfenberg che consente l'accoppiamento rapido, assicurando contemporaneamente il collegamento delle condotte pneumatiche e dei cavi a fibra ottica che trasmettono le informazioni. 
Gli ambienti interni differiscono notevolmente da quelli della precedente serie ICE 1, sono infatti ad ambiente unico; il comfort è assicurato dalla sospensione pneumatica delle casse.
Sono stati rinnovati il sistema informatico, l'equipaggiamento pneumatico e le installazioni elettriche. Questi convogli sono in grado di viaggiare alla velocità massima di 280 km/h

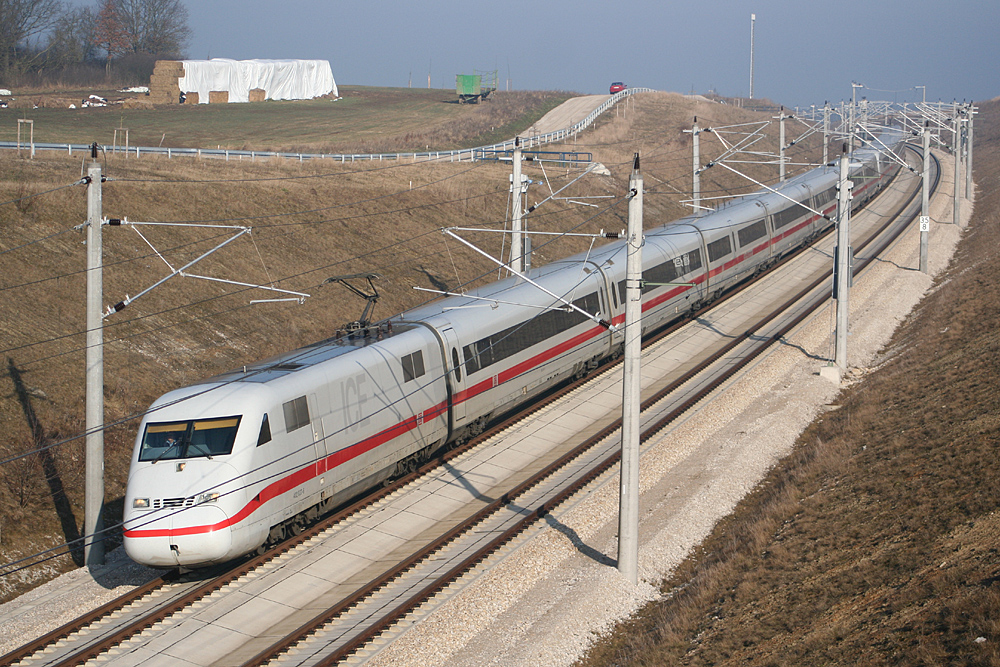
Una coppia di ICE 2 accoppiati in configurazione push-pull